# Corni (localidad de Botoșani)
Corni es una localidad rumana de la comuna homónima, en el condado de Botoșani.

## Geografía
La localidad está ubicada en la Moldavia rumana.

## Historia
Hacia finales del siglo XIX, la localidad, que ya por entonces pertenecía al condado de Botoșani y formaba parte de la comuna homónima de Botoșani, tenía contabilizada una población de 1800 habitantes.
En la segunda mitad del siglo XX seguía formando parte del condado de Botoșani. En el censo de 2021 la localidad tenía una población de 3630 habitantes.